# Silvio Aquino
Silvio Aquino (ur. 30 czerwca 1949) – salwadorski piłkarz grający na pozycji pomocnika.

## Kariera klubowa
W czasie kariery piłkarskiej Silvio Aquino występował w salwadorskich klubie Alianza San Salvador. Nie osiągnął jednak większych sukcesów.

## Kariera reprezentacyjna
Silvio Aquino występował w reprezentacji Salwadoru w latach 1977–1983. W 1977 uczestniczył w eliminacjach do Mistrzostw Świata 1978. W 1980 i 1981 uczestniczył w zakończonych sukcesem eliminacjach do Mistrzostw Świata 1982. Na Mundialu w Hiszpanii był rezerwowym i nie wystąpił w żadnym spotkaniu.